# Gemma Spofforth
Gemma Mary Spofforth (Shoreham-by-Sea, 17 novembre 1987) è un'ex nuotatrice britannica.

## Carriera
Ha rappresentato la Gran Bretagna ai Giochi olimpici di Pechino del 2008 nelle gare dei 100 e 200 metri dorso e nella staffetta mista. Ha ottenuto come migliore risultato individuale il 4º posto nella finale dei 100 m dorso.
Ai Campionati mondiali di nuoto 2009 ha vinto la medaglia d'oro nei 100 m dorso, stabilendo anche il record mondiale con il tempo di 58"12.

## Palmarès
- Mondiali

Roma 2009: oro nei 100m dorso.
- Europei

Budapest 2010: oro nei 100m dorso e nella 4x100m misti e argento nei 200m dorso.
- Europei in vasca corta

Vienna 2004: bronzo nei 200m dorso.
- Giochi del Commonwealth

Delhi 2010: argento nei 50m dorso, nei 100m dorso e nella 4x100m misti.
- Europei giovanili

Glasgow 2003: oro nei 50m dorso e bronzo nei 100m dorso.